# Akikan!
Akikan! (アキカン!?) es una serie de novelas ligeras desarrollada por Riku Ranjō y con ilustraciones de Hiro Suzuhira (conocido por su trabajo en Shuffle!).
La primera novela se publicó el 24 de mayo del 2007, ya partir del 25 de abril de 2008, cinco volúmenes se han publicado por Shūeisha bajo Super Dash Bunko.
Su adaptación al manga comenzó a partir el 18 de octubre de 2008 en revista Ultra Jump y su adaptación al anime comenzó a transmitirse a partir del 3 de enero de 2009, aunque el 22 de diciembre del 2008 se emitió anticipadamente el primer episodio por internet a través de Bandai Channel.

## Argumento
Cuenta la historia de Kakeru Daichi, un chico de instituto que un día compra una lata de refresco de melón en una máquina expendedora, y al tratar de bebérsela de repente se transforma en una chica guapa pero algo distante a la que Kakeru llama "Melon", después conoce más chicas akikan (lata vacía) pero todas ellas necesitan recibir dióxido de carbono a través de un beso para sobrevivír. Las chicas akikan deben luchar entre ellas pero Kakeru no quiere que Melon luche.

## Apariciones en otros animes y otras curiosidades
- Casi al final del primer OVA de Denpa teki na Kanojo, a Jū (uno de los personajes principales de ese anime) se le ve tomando una lata de gaseosa o soda de melón, que es exactamente igual a las que se ven en la serie y que corresponde al ákikan Melon.
- En el capítulo 4 de la serie, Najimi está caminando en una calle y pasa al lado de un afiche que promociona el estreno de la película «Denpa teki na Kanojo». En el siguiente capítulo, Najimi se detiene debajo de un cine donde se vuelve a distinguir otro afiche similar.
- En el capítulo 3 de Mayoi Neko Overrun! cuando Takumi y Fumino están buscando a Nozumi se ve que Takumi tira una lata de refresco que corresponde al Akikan.